# Suspente (pont)
Pour les articles homonymes, voir Suspente.
Dans un pont suspendu, les suspentes désignent les tiges verticales qui relient le tablier du pont aux câbles porteurs.

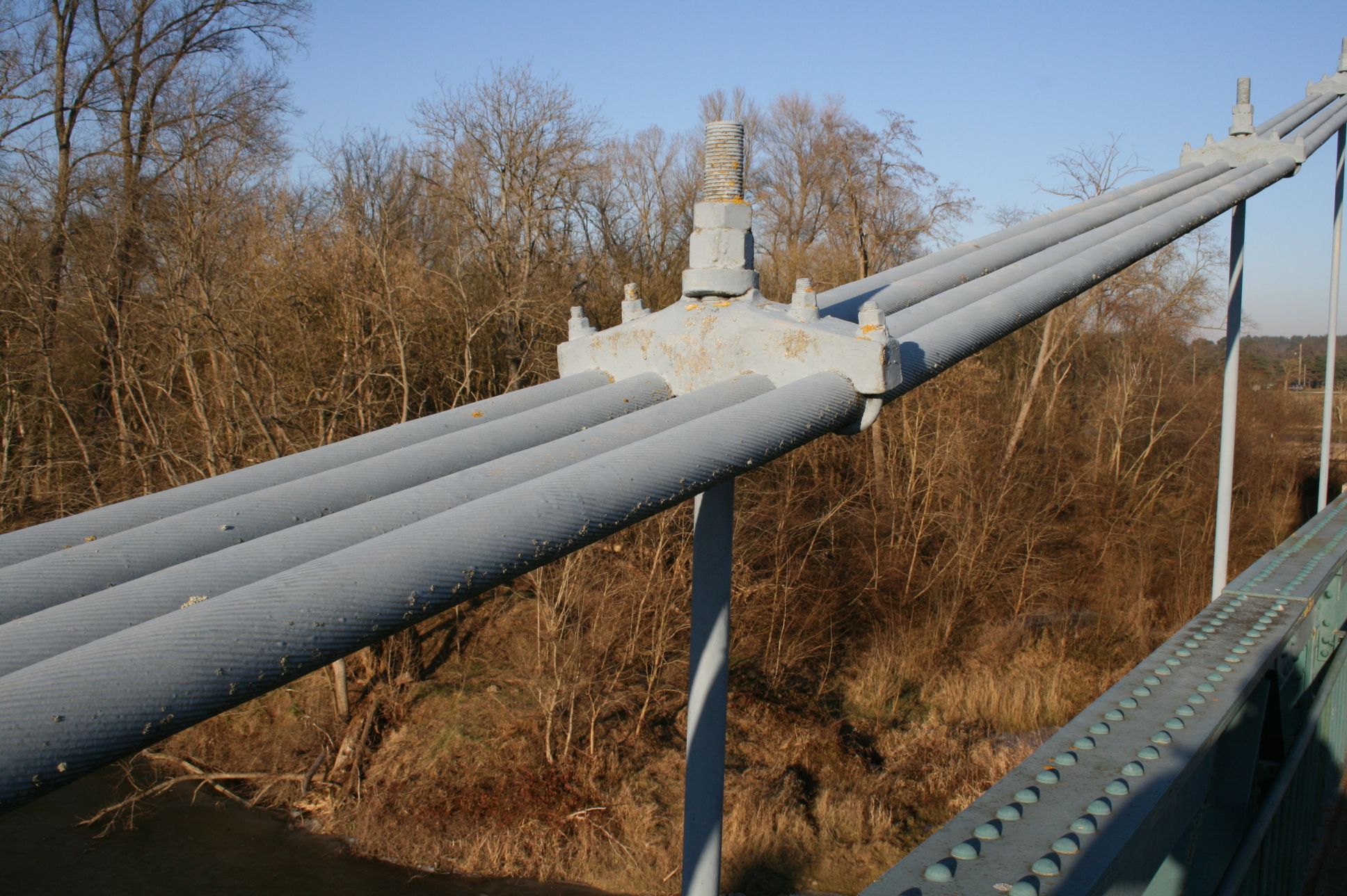
Cables et suspentes. Les suspentes sont ici des tiges pleines

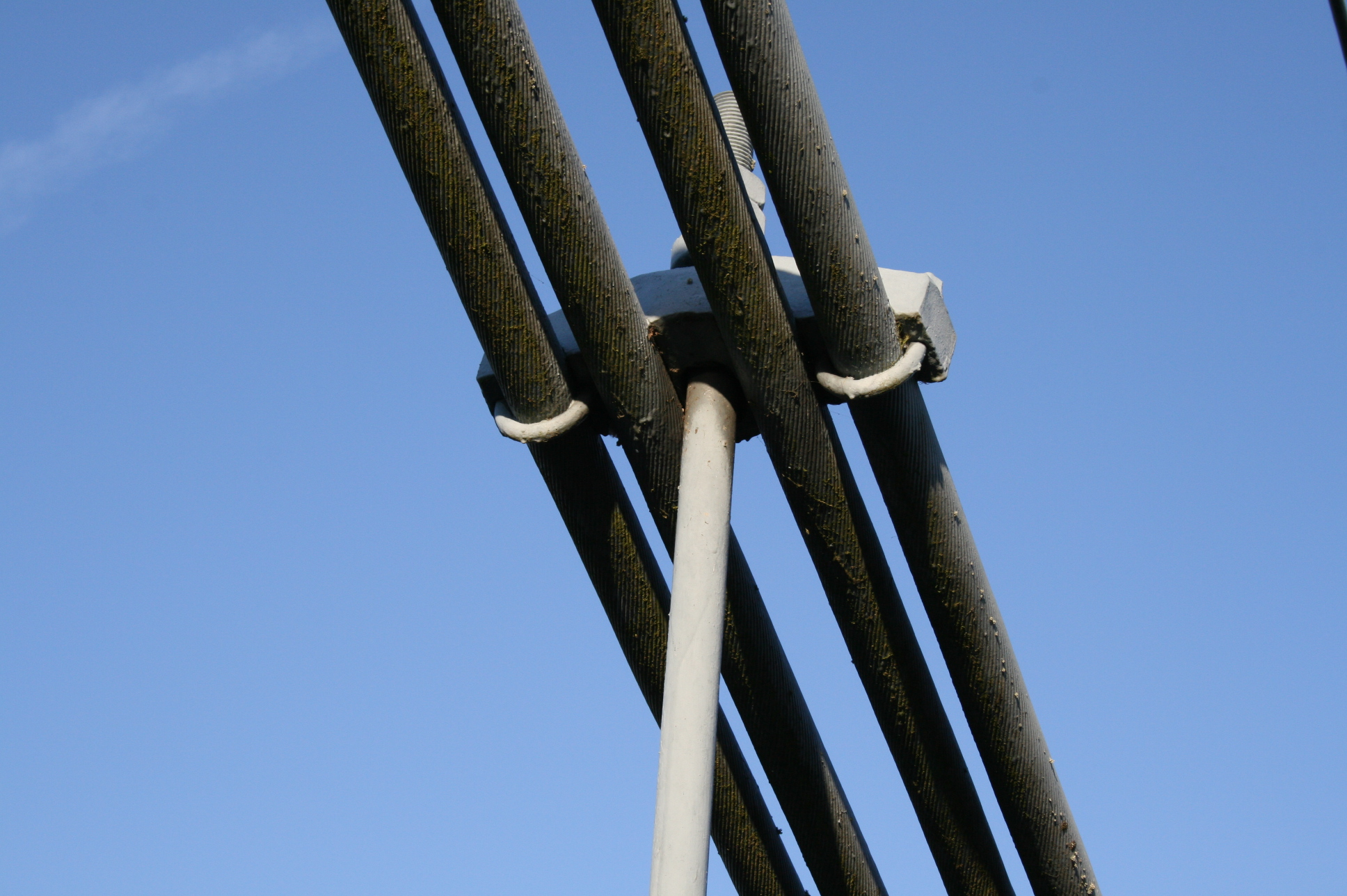
Chevalet de suspension (ou balancier) raccordant la suspente au câble porteur, constitué de 4 torons (vue de dessous)

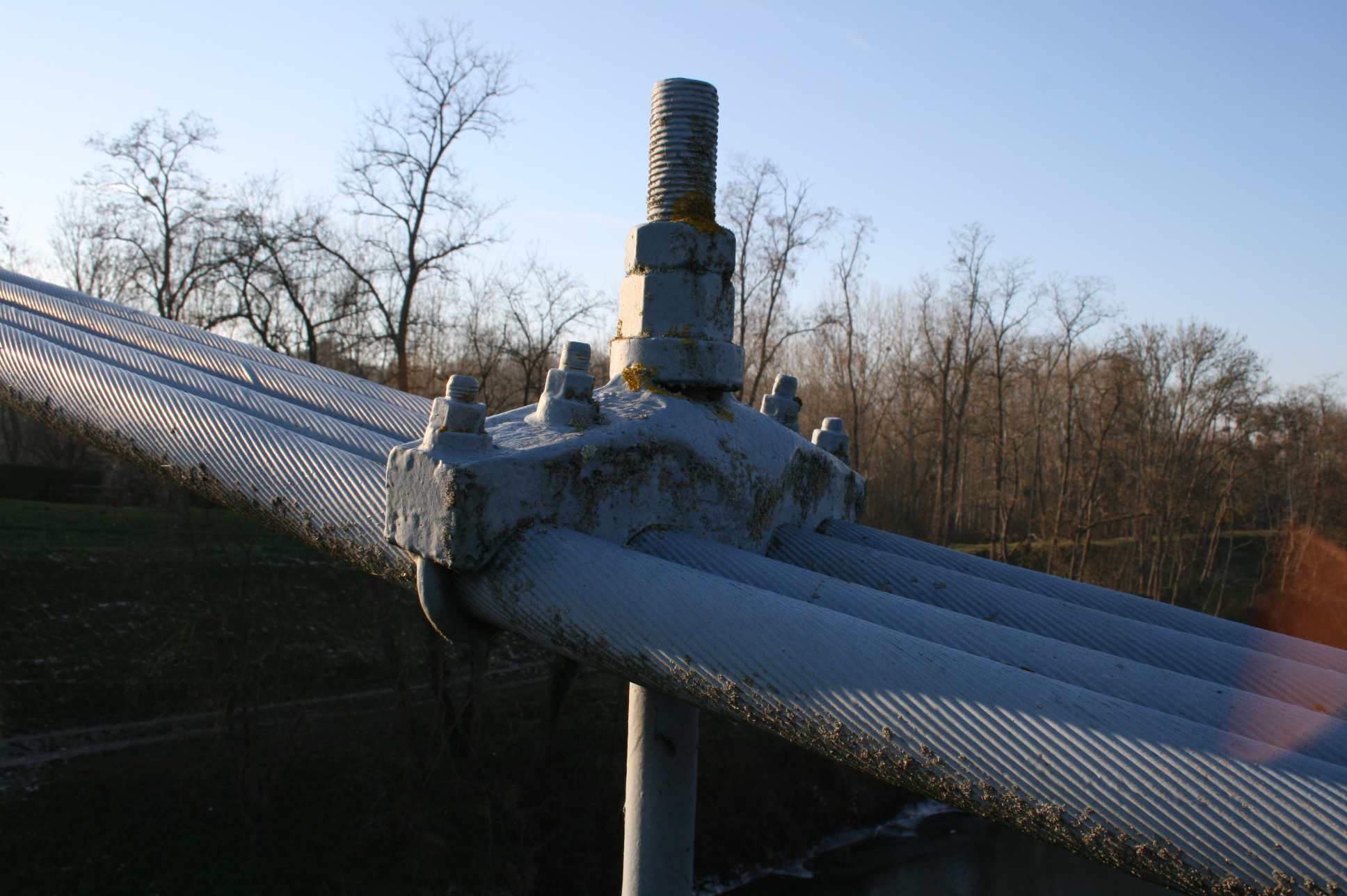
Chevalet de suspension raccordant la suspente au câble porteur (vue de dessus)

Schéma d'une suspente du pont d'Aquitaine

## Composition
Ces suspentes peuvent être constituées, soit par des tronçons de fils spiralés, soit par des tiges cylindriques rectilignes pleines. 
Les suspentes en fils spiralés sont généralement utilisées pour les très grands ponts. Les tiges pleines, plus économiques, sont utilisées dans les ponts des dimensions ordinaires (par exemple comme pour le pont de Châtillon-sur-Loire, montré en photo ci-contre)
Ces tiges, bien rectilignes, ont des longueurs exactement calculées d'après leur position dans la ligne du pont. Elles sont toutefois dotées de parties filetées avec écrou de raccord, de manière à pouvoir ajuster exactement leur longueur, au moment du montage, et corriger, ainsi s'il y a lieu, les quelques petites erreurs qui peuvent être commises lors de la fabrication des éléments.
Ces suspentes rigides doivent aussi être dotées de liberté totale, dans leur direction, aussi bien dans la partie haute, où elles sont réunies au câble, que dans la partie basse, où elles sont réunies à la poutre de rigidité. Ces libertés, réalisées diversement, préviennent tous efforts de flexion sur les suspentes, auxquels celles-ci ne sauraient résister.

## Liaison suspente-câble
La liaison entre la suspente et le câble constitue l'attache supérieure, dont la forme varie naturellement avec la manière dont les torons composent le câble.
Si les torons sont disposés en nappes à une ou plusieurs couches superposées, avec un certain espacement de toron à toron, l'élément essentiel de l'attache est constitué par une pièce en potence ou balancier, en acier moulé très rigide, qui coiffe le dessus des torons de la couche du haut, tous les autres torons étant bloqués contre ceux du haut et contre le balancier, à l'aide de blocs en forme et d'écrous qui serrent le tout à refus. 
Si le câble est du modèle à torons, en faisceau compact, l'attache supérieure comporte, en principe, deux brides en forme, que des écrous, serrés à refus, bloquent invariablement l'une contre l'autre; la suspente vient se fixer, par articulation, au bas des deux brides en question

## Liaison suspente-tablier
L'attache inférieure réunit, de même, le bas de la suspente à la poutre de rigidité.